# Herlasgrün
Herlasgrün ist ein Ortsteil der Gemeinde Pöhl im sächsischen Vogtlandkreis. Er schloss sich am 1. Januar 1994 mit den Gemeinden Jocketa, Helmsgrün, Möschwitz und Ruppertsgrün zur neuen Gemeinde Pöhl zusammen. Bekannt ist Herlasgrün neben dem Bahnhof Herlasgrün, einem Umsteigebahnhof im Regionalverkehr, durch das riesige Umspannwerk, über das viele vogtländische Orte mit Strom versorgt werden.

## Geografie

### Lage
Herlasgrün liegt im Osten der Gemeinde Pöhl im Zentrum des Naturraumes Vogtland (Mittelvogtländisches Kuppenland) im sächsischen Teil des historischen Vogtlands. Der im Ort entspringende Aubach mündet in die Talsperre Pöhl. 

### Nachbarorte
| Christgrün |                                             | Limbach (Vogtland) |
| Neudörfel  | Kompassrose, die auf Nachbargemeinden zeigt | Pfaffengrün        |
| Helmsgrün  | Thoßfell                                    | Gospersgrün        |

## Geschichte
Das Waldhufendorf Herlasgrün wurde erstmals urkundlich mit dem Namen „Herlyssgrun“ im Jahr 1380 erwähnt. Wie die meisten vogtländischen Orte, die auf -grün enden, entstand Herlasgrün vermutlich nach der deutschen Landnahme Ende des 11. bis Mitte des 12. Jahrhunderts durch die folgende Besiedlung mit Siedlern aus dem Maingebiet oder Thüringen. Noch bis Ende des 19. Jahrhunderts waren in Herlasgrün letzte Spuren der ersten Besiedlungsanlage, eine Ringwallanlage oder Wasserburg, zu sehen. Sie hatte einen Gesamtdurchmesser von 52 Metern und befand sich im Südwesten des Orts in der Sumpfniederung des Aubachs. Die Grundherrschaft über Herlasgrün übten bis ins 19. Jahrhundert anteilig die Rittergüter Christgrün und Helmsgrün aus.
Herlasgrün lag bis 1856 im kursächsischen bzw. königlich-sächsischen Amt Plauen. 1856 wurde der Ort dem Gerichtsamt Treuen und 1875 der Amtshauptmannschaft Auerbach angegliedert. Der Bau der Bahnstrecke Leipzig – Plauen – Hof von 1846 bis 1851 veränderte den Ort und das Leben seiner Einwohner grundlegend. Mit der Eröffnung der Bahnstrecke Herlasgrün–Oelsnitz im Jahr 1865 wurde der 1851 eröffnete Bahnhof Herlasgrün als Dreiecksbahnhof ein Umsteigebahnhof zwischen beiden Strecken.

### Eingemeindung
Durch die zweite Kreisreform in der DDR kam die Gemeinde Herlasgrün im Jahr 1952 zum Kreis Plauen-Land im Bezirk Chemnitz (1953 in Bezirk Karl-Marx-Stadt umbenannt), der ab 1990 als sächsischer Landkreis Plauen fortgeführt wurde und 1996 im Vogtlandkreis aufging. Im Zuge der Gemeindereform im Freistaat Sachsen erfolgte am 1. Januar 1994 der Zusammenschluss von Helmsgrün, Herlasgrün, Jocketa, Möschwitz und Ruppertsgrün zur neuen Gemeinde Pöhl.

### Einwohnerstatistik
1557 lebten im Ort 15 „besessene Mann“ und 10 „Inwohner“; 1764 waren es 17 besessene Mann, 2 Gärtner und 4 Häusler.
| Jahr          | 1834 | 1871 | 1890 | 1910 | 1925 | 1939 | 1946 | 1950 | 1964 | 1990 |
| ------------- | ---- | ---- | ---- | ---- | ---- | ---- | ---- | ---- | ---- | ---- |
| Einwohnerzahl | 209  | 348  | 464  | 591  | 593  | 643  | 701  | 719  | 656  | 586  |

1910 war Herlasgrün unter den 69 Kommunen der Amtshauptmannschaft Auerbach auf Rang 45 der Einwohnerstatistik. 1925 lebten im Ort 587 Lutheraner, 3 Katholiken und 3 andersgläubige.

## Verkehr
Der Bahnhof Herlasgrün ist für das Gleisdreieck bekannt, in welchem die Bahnstrecken Leipzig–Hof und Herlasgrün–Falkenstein (Vogtl) aufeinander treffen. Der Bahnhof wird von der Vogtlandbahn mit der RB 2 (Zwickau – Plauen – Cheb) und der RB 5 (Mehltheuer – Plauen – Falkenstein – Sokolov) bedient.
Herlasgrün wird außerdem von der vertakteten RufBus-Linie 76 des Verkehrsverbunds Vogtland angefahren. Diese verbindet den Ort mit Möschwitz, Jocketa und dem Gewerbegebiet Treuener Höhe.